# Université d'État du pétrole et de l'industrie d'Azerbaïdjan
L’université d'État du pétrole et de l'industrie d'Azerbaïdjan est un établissement d'enseignement supérieur à Bakou, en Azerbaïdjan.

## Histoire
En 1887, l'école technique préparatoire qui allait devenir Polytechnicum de Bakou a été créée à Bakou. En 1910, elle avait intégré un programme d'études lié à la croissance de l'industrie pétrolière. Cependant, le rapport entre les Azéris et les non-Azéris était si asymétrique que, sur les 494 élèves qui étudiaient à l'école en 1916, seulement 20 étaient azéris.
Le 14 novembre 1920, après l'invasion de l'Armée rouge et la création de la toute nouvelle RSS d'Azerbaïdjan, le nouveau gouvernement a décrété que Polytechnicum de Bakou allait fermer et être remplacé par l’Institut polytechnique de Bakou, un institut polytechnique plus traditionnel et les débuts de l'actuel incarnation. La nouvelle école s'est concentrée sur la formation d'ingénieurs dans un large éventail d'industries, de l'agriculture au pétrole. En 1923, l'école a obtenu ses trois premiers élèves; en 1927, il était passé à 289 diplômés.
La nouvelle école a subi de nombreux changements de nom au fil des ans, car son orientation a changé pour répondre aux besoins de l'Azerbaïdjan. En 1923, l'école a changé de nom pour devenir l'Institut polytechnique d'Azerbaïdjan. En 1929, le département de l'agriculture a été séparé en un institut d'agriculture séparé et l'université a changé son nom pour devenir l'Institut azerbaïdjanais du pétrole en 1930. Cependant, le besoin croissant d'ingénieurs dans les zones hors pétrole a entraîné une expansion du programme scolaire. L'école a de nouveau changé de nom en 1934, cette fois en Institut industriel d'Azerbaïdjan
En 1993, l'école a changé ses programmes d'études en un modèle plus occidental, ses premiers candidats au baccalauréat et à la maîtrise ayant obtenu leur diplôme en 1999.
Par décret du président, l'université a été nommée université d'État pétrolière et industrielle d'Azerbaïdjan en 2015.

## Organisation et administration
L'université est dirigée par un organe de gestion de vice-recteur, supervisé par le Conseil scientifique et le recteur Moustafa Babanli.

## Prix
En 1931, l'université a reçu «l'ordre de la bannière rouge du travail de la RSS d'Azerbaïdjan» et en 1940, elle a reçu «l'ordre de la bannière rouge du travail».